# SIG Sauer SSG 3000
SIG-Sauer SSG 3000 je opakovací odstřelovací puška vyvinutá ve Švýcarsku a Německu. Je používaná útvary rychlého nasazení v Evropě a v USA. Byla vyvinutá firmou SIG Sauer a je známá díky své vysoké kvalitě.

## Uživatelé
- : Používaná National Security Guard.[1]